# Musevo, Kărdjali
Musevo (în bulgară Мусево) este un sat în comuna Ardino, regiunea Kărdjali,  Bulgaria. 

## Demografie
Componența etnică a satului Musevo
     Nicio identificare (100%)
     Altele (0%)
La recensământul din 2011, populația satului Musevo era de 49 locuitori. . Pentru 100% din locuitori nu este cunoscută apartenența etnică.